# Paulina Ducruet
Paulina Grace Maguy Ducruet (4 de maio de 1994) é a filha da princesa Stéphanie de Mônaco e de Daniel Ducruet.
Apesar de não possuir um título, Paulina é neta do ex-príncipe reinante Rainier III, Príncipe de Mônaco e da famosa Grace Kelly, e está na linha de sucessão ao trono monegasco. 

## Nascimento e família
Paulina nasceu no Hospital Princesa Grace em Mónaco
Seus pais se casaram em 1 de julho de 1995 e se separaram em 1996.  
Ela tem um irmão mais velho, Luís, e dois meio-irmãos, frutos de outras relações de seus pais: Miguel (filho de seu pai com Martine Malbouvier) e Camila (filha de Stéphanie com Jean Raymond Gottlieb). 
Ela é sobrinha de sangue do atual príncipe reinante Alberto II de Mônaco e a princesa Carolina do Mónaco. 

## Educação
Em julho de 2011, ela terminou o seu ensino secundário e recebeu o seu certificado de baccalauréat pelo famoso "Lycée Albert Premier". Ducruet disse ter faltado um ano na escola, ficando um ano atrás de seu irmão, em vez de dois anos de atraso.
Em 2012, ela estudou na escola de idiomas de Mônaco.
Entre 2015 e 2017, ela estudou Moda na Parsons School of Design, na cidade de Nova Iorque nos Estados Unidos.

## Idiomas
Paulina fala inglês e francês fluentemente. Ela também sabe o dialeto local de monegasco e um pouco de alemão e italiano.

## Carreira na moda
Por três anos, Ducruet foi aprendiz de estilista no Instituto Marangoni da cidade de Paris.
Em 2015, Ducruet foi estudar design de moda em Nova York; parte de seus estudos foram um estágio de cinco meses na Vogue e um estágio de seis meses na Louis Vuitton. Ela recebeu um diploma de associada em Design de Moda da Parsons The New School for Design 2015–2017. 

## Outras atividades e interesses
Em 2005, ela participou ao lado de seu irmão e de seu pai do reality show francês La Ferme Célébrités. Ela também participa de atividades que envolvem os interesses de sua mãe, como o Festival do Circo de Montecarlo. 
Em 2015, passou a viver na cidade de Nova Iorque para estudar moda e mesmo vários anos depois, continuava vivendo entre os Estados Unidos e Mónaco.
Em sua conta oficial no Instagram, ela se descreve como "amante de viagens" e "lutadora de grandes causas", além de ter em seu perfil os dados de que é fundadora do Influencer Awards Monaco e estilista de moda.
Como a moda é um de seus principais interesses, em 2017 ela lançou a sua própria coleção de roupas.  Anualmente ela também é presença certa na famosa Paris Fashion Week e já atuou como modelo numa campanha publicitária para a marca "Lancaster".
Paulina também é uma nadadora bastante talentosa (participava regularmente das provas de salto ornamental) e gosta de esqui aquático. 

## Relacionamentos
Namorou o jogador de futebol Paul-Noël Ettori e depois seu nome foi ligado ao de Maxime Giaccardi.